# ماثيو هايدن
ماثيو هايدن (29 أكتوبر 1971 في أستراليا - ) (بالإنجليزية: Matthew Hayden)‏ هو لاعب كريكت أسترالي. شارك مع منتخب أستراليا الوطني للكريكت. أما مع النوادي، فقد لعب مع Brisbane Heat ‏ وتشيناي سوبر كينغز ونادي مقاطعة هامبشاير للكريكت ‏ ونادي مقاطعة نورثامبتونشير للكريكت ‏ وفريق كوينسلاند للكريكت ‏.

## وصلات خارجية
- ماثيو هايدن على موقع إي آس بي آن كريك إنفو (الإنجليزية)